# Матвісів Василь Михайлович
Василь Михайлович Матвісів (28 березня 1930, село Бутини, тепер Львівської області — 26 травня 2009, село Забір'я Львівської області) — український радянський діяч, голова колгоспу «Прогрес» села Забір'я Нестеровського (тепер — Жовківського) району Львівської області. Герой Соціалістичної Праці (11.02.1980).

## Біографія
Народився в селянській родині. Закінчив зоотехнічний технікум. Працював на зооветдільниці і в районному земельному відділі.
Служив у Радянській армії.
Після демобілізації — зоотехнік в колгоспах Рава-Руського району Львівської області.
Член КПРС.
З 1963 року — голова колгоспу «Прогрес» села Забір'я Нестеровського (тепер — Жовківського) району Львівської області.
У 1967 році закінчив заочно сільськогосподарський інститут, здобув фах зоотехніка.
Указом Президії Верховної Ради СРСР від 11 лютого 1980 року за видатні успіхи в розвитку молочного тваринництва, розробку і впровадження потоково-цехової системи виробництва молока, Василю Михайловичу Матвісіву присвоєно звання Героя Соціалістичної Праці з врученням ордена Леніна і золотої медалі «Серп і Молот».
Автор книги «Ордена Трудового Червоного Прапора колгосп «Прогрес» Нестеровського району Львівської області». — Київ : Урожай, 1980.
Потім — на пенсії в селі Забір'я Жовківського району Львівської області.

## Нагороди
- Герой Соціалістичної Праці (11.02.1980)
- два ордени Леніна (11.02.1980)
- два ордени Трудового Червоного Прапора
- медалі